# Nina Strasser
Nina Strasser (22 de noviembre de 1973) es una deportista austríaca que compitió en lucha libre. Ganó una medalla de bronce en el Campeonato Europeo de Lucha de 1997, en la categoría de 68 kg.

## Palmarés internacional
| Campeonato Europeo | Campeonato Europeo | Campeonato Europeo | Campeonato Europeo |
| Año                | Lugar              | Medalla            | Categoría          |
| ------------------ | ------------------ | ------------------ | ------------------ |
| 1997               | Varsovia (Polonia) | Medalla de bronce  | 68 kg              |